# Буренка (посёлок)
Буренка — посёлок в Пермском крае России. Входит в Чайковский городской округ.

## География
Расположен на реках Пизь и её притоке Буренке, примерно в 7 км к югу от села Зипуново и 36 км к юго-востоку от города Чайковского.

## Население
| 2010 |
| ---- |
| 630  |

## История
С декабря 2004 до весны 2018 гг. посёлок входил в Зипуновское сельское поселение Чайковского муниципального района.

## Топографические карты
- Лист карты O-40-122. Масштаб: 1 : 100 000. Состояние местности на 1982 год. Издание 1983 г.